# تاماتوا وايجمان
تاماتوا وايجمان (18 مارس 1980 ببابيتي في فرنسا - ) (بالفرنسية: Tamatoa Wagemann)‏ هو لاعب كرة قدم فرنسي في مركز الوسط. شارك مع منتخب تاهيتي لكرة القدم. أما مع النوادي، فقد لعب مع SV Linx ‏ ونادي شوليه وUS Changé ‏ وA.S. Dragon (football club) ‏ وFC Alle ‏.

## روابط خارجية
- تاماتوا وايجمان على موقع الاتحاد الدولي (مؤرشف)  (الإنجليزية)
- تاماتوا وايجمان على موقع قاعدة بيانات كرة القدم.إي يو (الإنجليزية)
- تاماتوا وايجمان على موقع ناشيونال فوتبول تيمز (الإنجليزية)
- تاماتوا وايجمان على موقع Soccerway.com (الإنجليزية)
- تاماتوا وايجمان على موقع عالم كرة القدم.نت (الإنجليزية)